# Amé Gorret

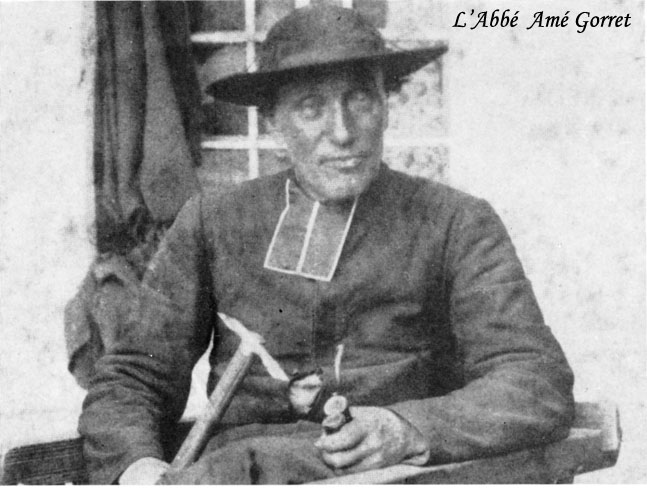
Amé Gorret

Amé Gorret (* 25. Oktober 1836 im Valtournenche; † 4. November 1907 in Saint-Pierre) war ein italienischer Priester und Alpinist aus dem Aostatal. Ihm gelangen zahlreiche Erstbesteigungen. Er war auch Mitglied der Seilschaft um Jean-Antoine Carrel, der 1865 die erste Besteigung des Matterhorns über den Liongrat von der italienischen Seite aus gelang. Amé Gorret erreichte allerdings nicht den Gipfel.

## Leben
Amé Gorret war der Sohn eines Bergführers und sollte ebenfalls Touristen führen. Er sah aber in den Bergen das Symbol einer höheren Idee und schlug daher eine geistliche Laufbahn ein. Seine Ausbildung erhielt er in Aosta, doch während seiner Studien am Priesterseminar ging er immer wieder in die Berge und erkundete neue Routen und nahm an verschiedenen Bergfahrten teil. 1861 erhielt er die Priesterweihe. Er arbeitete daraufhin zunächst als Vikar in Champorcher. Ab 1865 war er in Cogne und Valgrisenche und bekam die Gelegenheit zusammen mit einer Gruppe um Jean-Antoine Carrel die Erstbesteigung des Matterhorns von der italienischen Seite aus zu versuchen. Gorret veröffentlichte nach dem Erfolg der Unternehmung einen Bericht in der Zeitung Feuille d’Aoste. Gorret war danach als Alpinist und Schriftsteller anerkannt. Doch bald erwachte bei ihm das Bedürfnis auch andere Berge als die heimatlichen zu besuchen, so ging er nach Grenoble und trat in den Dienst des französischen Klerus. 1881 wurde er Pfarrer von Saint-Martin-de-Clettes, dann von Villard-Reymond und 1882 war er in Saint-Christophe-en-Oisans. 1884 jedoch musste er wieder nach Italien zurückkehren, das französische Kultusministerium untersagte in jener Zeit dem Klerus, Ausländer zu beschäftigen. Er wurde in die Pfarrei Saint-Jacques-d’Ayas versetzt und musste dort 21 Jahre unter ärmlichen Umständen bleiben. 1902 erkrankte er an den Augen und starb 1907 im Saint-Jaquême Priorat in Saint-Pierre.

## Veröffentlichungen
- Guide Illustré de la Vallée d'Aoste, F. Casanova, Turin, 1876 (mit Claude-Nicolas Bich)
- Victor-Emmanuel sur les Alpes, F. Casanova, Turin, 1879.

## Erstbesteigungen
Die Angaben zu Gorrets Erstbesteigungen beruhen auf Angaben in seinem Tourenbuch.
- Neben seiner Teilnahme an der Erstbesteigung des Matterhorns über den Liongrat (allerdings ohne selber den Gipfel zu erreichen)[2] gelangen ihm einige weitere Erfolge:
- Pic du Retour, 3372 m
- Col d'Ondezana, 3324 m
- Bec-Côtasse, 3085 m
- Tour Lavina, 3308 m
- Pointe Garin, 3447 m
- Bec de la Frudière, 3070 m
- Grande Rousse, 3608 m